# مسجد دارالاحسان

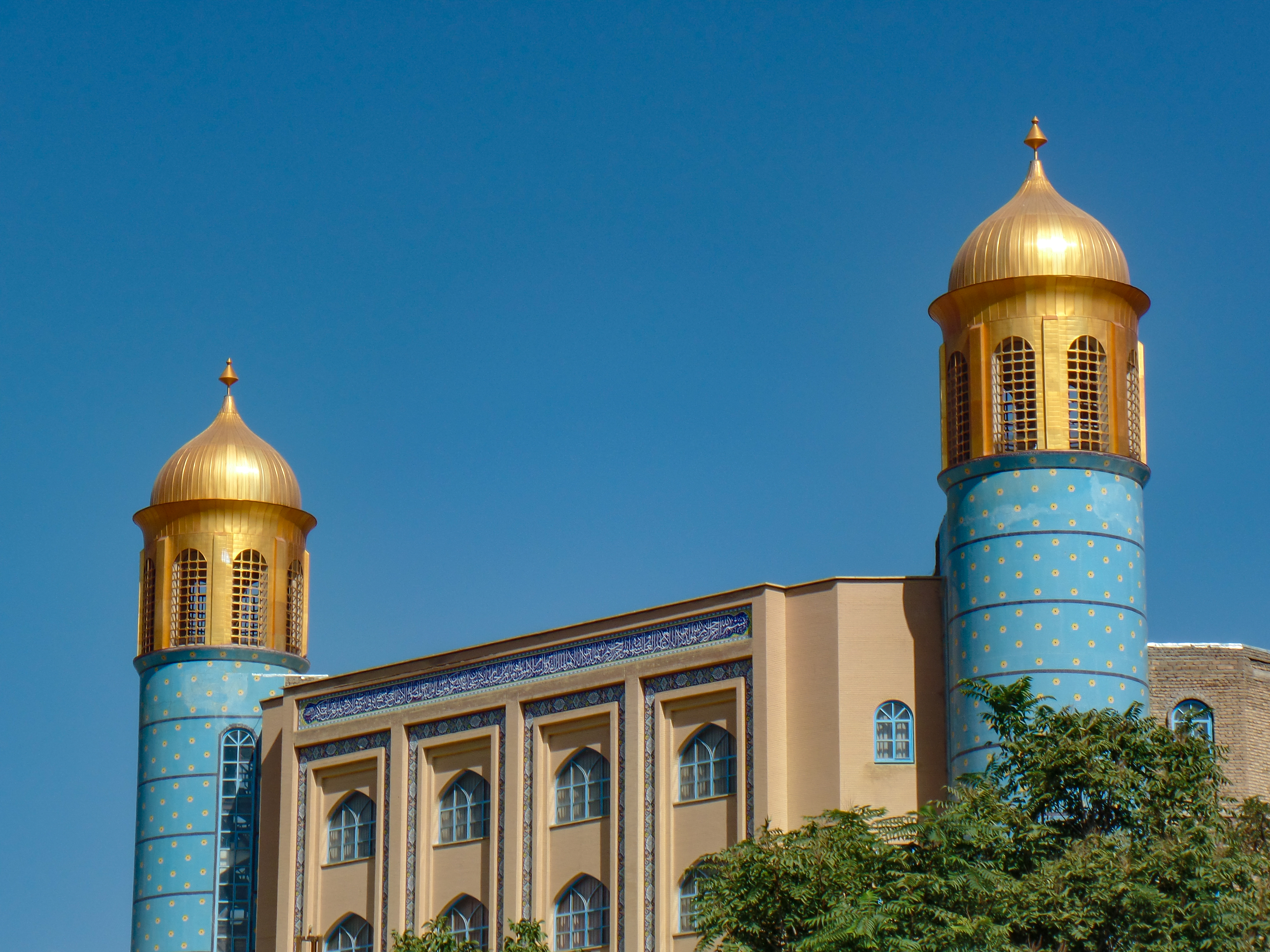
نمای گلدسته‌های مسجد دارالاحسان از سه راه حبیبی

مسجد دارالاحسان یا مسجد جامع سنندج یکی از مهم‌ترین مساجد شهر سنندج و اهل سنت ایران محسوب می‌شود که در سال ۱۲۲۷ هجری قمری توسط امان‌الله خان اردلان ساخته شد. از خصوصیات عمده مسجد جامع سنندج می‌توان به دکورهای هفت رنگ، آجرهای لعاب کاری شده به جای سنگ کف پوش و نوشتن دو سوم از یک جزء قرآن بر روی کتیبه‌های مسجد است. این مسجد در ضلع شمالی خیابان امام خمینی و در بافت قدیم سنندج قرار دارد. این خیابان که مسجد اکنون در کنار آن واقع شده‌است از سال ۱۳۱۰ شمسی به بعد ایجاد شده‌است. بر اساس کتیبه‌های موجود، بنای مسجد در سال ۱۲۲۷ هجری قمری توسط امان‌الله خان اردلان والی کردستان ساخته شد. این بنا شامل دو ایوان شرقی و جنوبی، گل دسته‌های بالای ایوان شرقی، صحن مرکزی، ۱۲ حجره در اطراف، شبستان ستون دار با ۲۴ ستون سنگی مارپیچ است. این مسجد را می‌توان مسجد – مدرسه دانست، زیرا بخشی از مسجد به حجره‌های طلاب علوم دینی اختصاص دارد و بخش جنوبی آن صحن اصلی مسجد است. این بنا دارای تزیینات کاشی کاری هفت رنگ مینایی فوق‌العاده پرکار، ظریف، ازاره‌های مرمرین، آجرکاری لعاب دار و معقلی، حوض سنگی و فواره‌های زیبا و همچنین ستون‌هایی با تزئینات طنابی است.
اطراف شبستان و سر ستون‌ها با دو سوم قرآن تزئین شده‌است که آیات را با کاشی، به خطی که شبیه به خط کوفی است نوشته‌اند. این مسجد در گذشته یکی از مهم‌ترین دارالعلم‌های دینی بوده و بسیاری از علما در این دارالعلم به کسب علوم مختلف پرداخته‌اند. مسجد دارالاحسان، یکی از ارزشمندترین مساجد استان کردستان از نظر معماری و تزیینات معماری است. برجسته‌ترین ویژگی‌های هنری این بنا کاشیکاری زیبای آن است.
به‌علاوه کتیبه‌های زیبای مسجد به روی سنگ مرمر و حجاری گل و گیاه در حواشی آن‌ها ازجمله تزئینات حجاری منحصر به فرد محسوب می‌گردند.

## تاریخچه

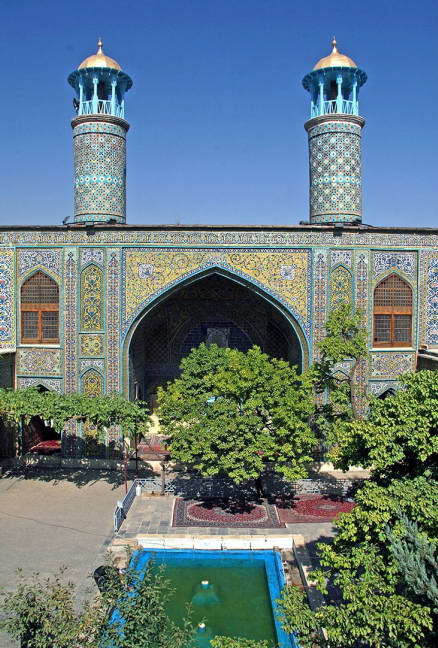

در منابع تاریخی کردستان آمده‌است: «خانه‌پاشا» حاکم تحت امر دولت عثمانی که به جهت ضعف حکومت مرکزی ایران از کرکوک به کردستان تاخته، «علیقلی‌خان اردلان» والی کردستان را مجبور به عزیمت به اصفهان می‌کند و در طول مدت حکمرانیش در کردستان، مسجد و مدرسه‌ای بزرگ و دو منار رفیع را در سنندج بنا می‌کند، بعد از پایان حکمرانی وی و پسرش این بناها به دست والیانی که پادشاهان صفوی منصوب کرده بودند، تخریب می‌شود. سرانجام «امان‌اللّه خان اردلان» (والی بزرگ کردستان) با برکندن دو

 منار بلند آن، این بنا را کاملاً ویران کرد.

مسجد دارالاحسان که به «مسجد جامع» نیز شهرت دارد، به دستور «امان‌اللّه خان اردلان» والی بزرگ کردستان در سال ۱۲۲۸ هجری، در زمان حکومت فتحعلی‌شاه قاجار احداث گردیده‌است.
با استناد به قصاید مرحوم «میرزاصادق ناطق اصفهانی» که در ایوان جنوبی بنا، بر سنگ ازاره حجاری گردیده و همچنین قصاید مرحوم «میرزا فتح‌اللّه خرم کردستانی» که در کتیبه سنگ مرمر ایوان شرقی بنا آمده تاریخ بنای مسجد، سال ۱۲۲۷ بوده و به همین استناد این بنا مجموعه‌ای است مشتمل بر مسجد و مدرسه‌ای که در دوران رونق خود دارالعلمی معتبر در ایران بوده‌است.
هزینه‌های تحصیلی طلاب و مستمری و حقوق مدرسین این مدرسه و نیز هزینه نگهداری و مرمت آن از درآمد باغ‌های روستای «خلیچیان» واقع در شمال سنندج که به امر «امان‌اللّه خان اردلان» به این منظور اختصاص یافته بودند تأمین می‌شد. با گذشت زمان بعضی از عناصر و اجزای بنا از جمله گلدسته‌های آن تخریب گردید که به همت حکّام وقت و مردم مرمت شده‌اند. گلدسته‌های فعلی این مسجد به همت و دستور «مظفرخان سردار انتصار» (حکمران کردستان) و حمایت مردم مرمت شده‌اند.
گفته می‌شود کاشی‌های اصلی بنا نیز که عمده‌ترین عنصر تزئینی آن را تشکیل می‌داده، با گذشت زمان و به واسطه کم توجهی متولیان آن فروریخته و در بازار شهر سنندج به فروش رسیده. بدین ترتیب می‌توان گفت که شکل اصلی عناصر تزئینی آن دستخوش تحول گردیده‌است. و این مکان مقبره عده ای از افراد مشهور و خیر نیز از جمله: حاج فخرالدین یمین مردوخی برادر ناصر یمین مردوخی کردستانی و خواهرزاده میرزاده عشقی می‌باشد.

## معماری

مسجد دارالاحسان در ضلع غربی قلعه حکومتی (دژ سنندج) به روی مکان بلند تری نسبت به بافت شهر قرار دارد، به گونه‌ای که از هر نقطه شهر به‌سهولت می‌توان گلدسته‌های آن را دید و صدای مؤذّن را شنید. این مسجد را هم در زمان ساخت و هم در شرایط حاضر می‌توان قلب مذهبی سنندج دانست.
معابر و خیابان‌هایی که در چهار دور مسجد ایجاد شده‌اند، دسترسی به مسجد را از همه طرف سهل و آسان می‌سازند. در ترکیب صحیح فضاها و رعایت تناسب بین حجم‌ها را نیز یکی دیگر از ابعاد شایان توجه در ساخت بنا می‌توان محسوب نمود.
یکی دیگر از ویژگی‌های این بنا که آن را در میان تمامی بناهای قبل و بعد خود در کردستان متمایز می‌سازد، وسعت کاشیکاری آن است. کاشی در این بنا نه‌تنها به صورت تزئینی بلکه به عنوان عایقی مطمئن به کار رفته. ویژگی دیگر آن استفاده وسیع از معماران، آجرتراشان، کاشیکاران و نجاران اصفهانی در ساخت آن است. جالب توجه‌تر اینکه «امان‌اللّه خان» شاعری را از اصفهان دعوت کرد تا در وصف بنا شعر بسراید.
به تقلید از سنّت معماری اسلامی ایران، دورتادور میانسرا (صحن حیاط) مسجد را حجرات دوازده‌گانه مدرسه‌ای محاط نموده و بدین ترتیب بنا کاربری آموزشی نیز پذیرفته‌است.
آب جاری که امروزه نیز در حوض سنگی وسط میانسرای بنا جریان دارد، از قناتی در پنج‌کیلومتری شمال غربی سنندج به این نقطه آورده شده‌است.

## تزئینات

### کاشیکاری

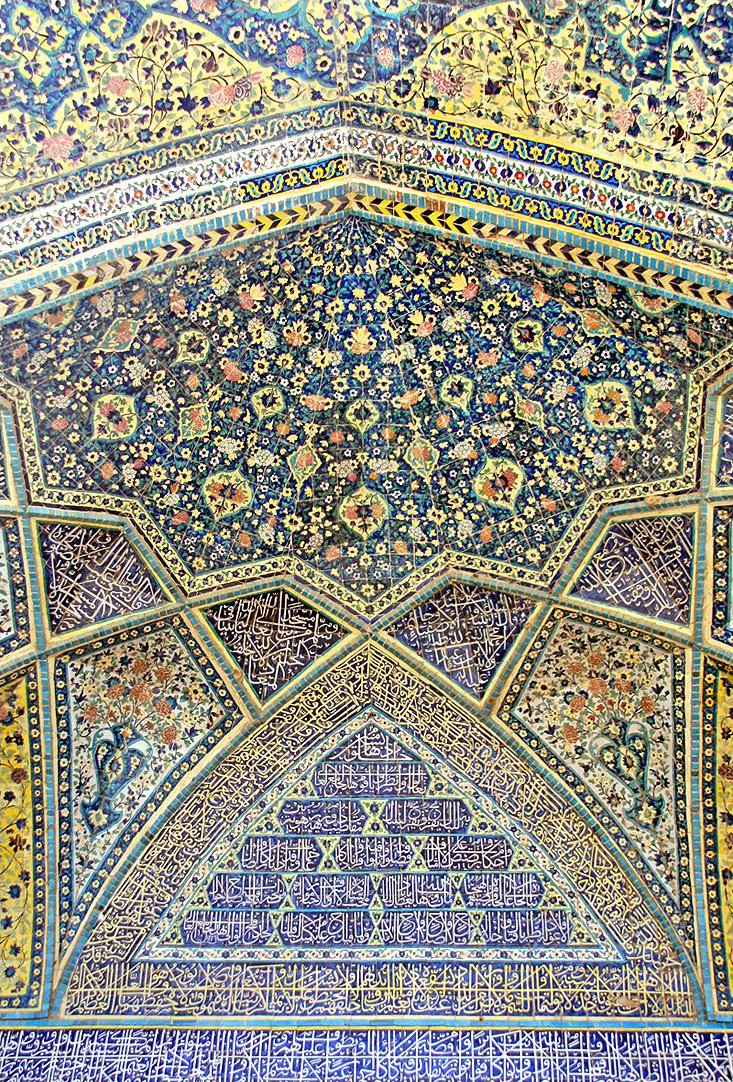

از مهم‌ترین تزیینات بنا می‌توان به کاشی‌کاری‌های گسترده هفت‌رنگ اشاره کرد که در نماهای داخلی و خارجی بنا به ویژه در ایوان‌های جنوبی و شرقی دیوارهای حیاط مدرسه و نمای حجره‌ها به صورت وسیع دیده می‌شود. یکی از از این عنصر یا به صورت مستقل یا به شکل تلفیق با عناصر آجرکاری استفاده شده‌است. در واقع تمامی نمای درآیگاه، نمای رو به صحن میانسرای مدرسه و نمای دو ایوان اصلی و بزرگ شرقی و جنوبی بنا و نیز بخش فوقانی محراب آن با استفاده از این عامل زینت یافته‌اند.

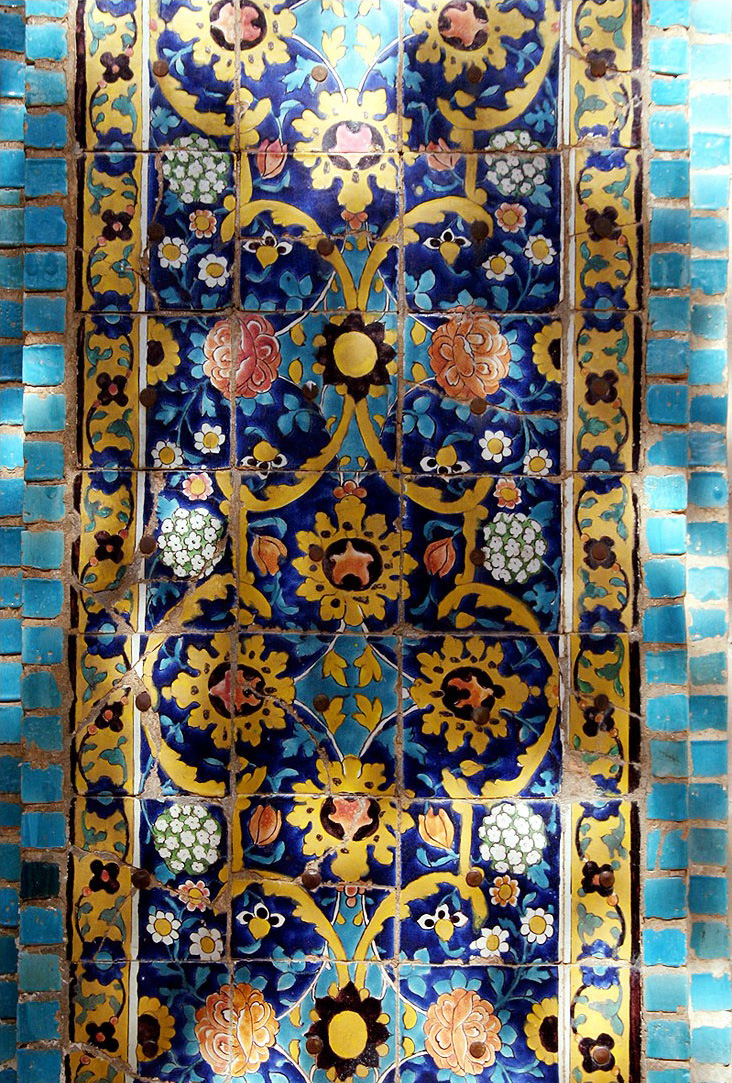
کاشیکاری‌های مسجد

کاشی‌هایی با لعاب چند رنگ که به هنگام ساخت بنا در تمامی آن به کار رفته‌است. بخشی از این کاشی‌ها که مستقیماً در معرض جریانات جوی قرار داشته، کم‌کم فروریخته‌اند، و کاشیهایی که کمتر در معرض عوامل طبیعی قرار داشته‌اند، تاکنون سالم مانده‌است. طرح‌های تزئینی گل و گیاه تشکیل شده‌است که
به صورتهای اسلیمی در درون و اطراف ترنج و نیم‌ترنجهایی که به عنوان طرح مرکزی محسوب می‌شوند ظاهر گردیده‌اند.
کاشی‌های «معقلی» که در زمان‌های بعد و به هنگام مرمت جای کاشی‌های «با لعاب چند رنگ» را گرفته‌اند و از عناصر هندسی که به صورت ستاره‌های هشت‌پر یا گل‌های هندسی در نما تشکیل شده‌است.
بیشترین سهم را در تزیین بنا کاشی‌های چند رنگ به خود اختصاص داده‌اند. به‌علاوه از کاشی‌های معرق در تزیین گلدسته‌های دوگانه بنا که پیوسته در معرض خطرات ناشی از عوارض طبیعی قرار دارند، استفاده گردیده تا در مواقع لزوم به‌راحتی بتوان نسبت به تعویض اجزای آن اقدام نمود.
خطوط ثلث و نستعلیق را نیز که با رنگ سفید به روی کاشی‌ها نوشته شده می‌توان ازجمله عناصر تزئینی مهم بنا محسوب نمود. 

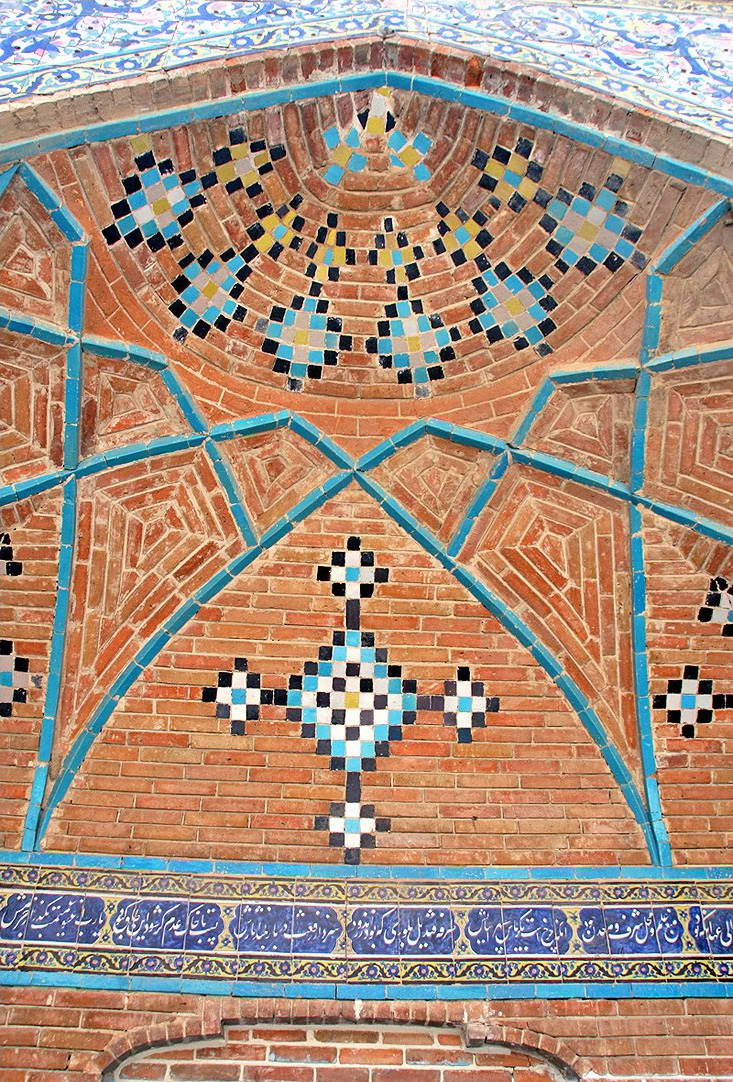

### تزئینات آجری

آجرکاری‌های لعابدار

یکی دیگر ازعناصرتزئینی مسجد دارالاحسان، تزئینات آجری آن است که از آجرهای قالبی بی‌لعاب و لعابدار تشکیل شده‌است. آجرهای لعابدار از سه رنگ فیروزه‌ای، آبی تیره و مشکی تشکیل شده. تزئینات آجری این بنا در سنندج منحصر به فرد است و در هیچ نمای دیگر به وسعت دارالاحسان از تزئینات آجری (آن هم آجرهای لعابدار) استفاده نشده‌است.

### گچبری
از این عنصر تزئینی تنها در آرایش اطراف کتیبه‌های سنگی نصب‌شده در ایوان شرقی و نیز محراب بنا استفاده شده‌است. به نظر می‌رسد که محراب بنا در اصل دارای تزئینات زیبای گچبری بوده، اما به دلیلی که در مبحث ساخت و سازه بیان گردید، امروزه فقط با قندیل‌های گچی که در نهایت سادگی ساخته شده‌اند، زینت یافته‌است.

### حجاری بر روی ستون‌ها

این مسجد دارای بیست و چهار ستون سنگی است که به‌طور استادانه پایه، بدنه و سرستون‌های آن حجاری شده و از این حیث با مسجد وکیل شیراز قابل مقایسه است. بر روی تمام پایه‌ها یک طرح به صورت گل‌های برجسته حجاری شده‌است.

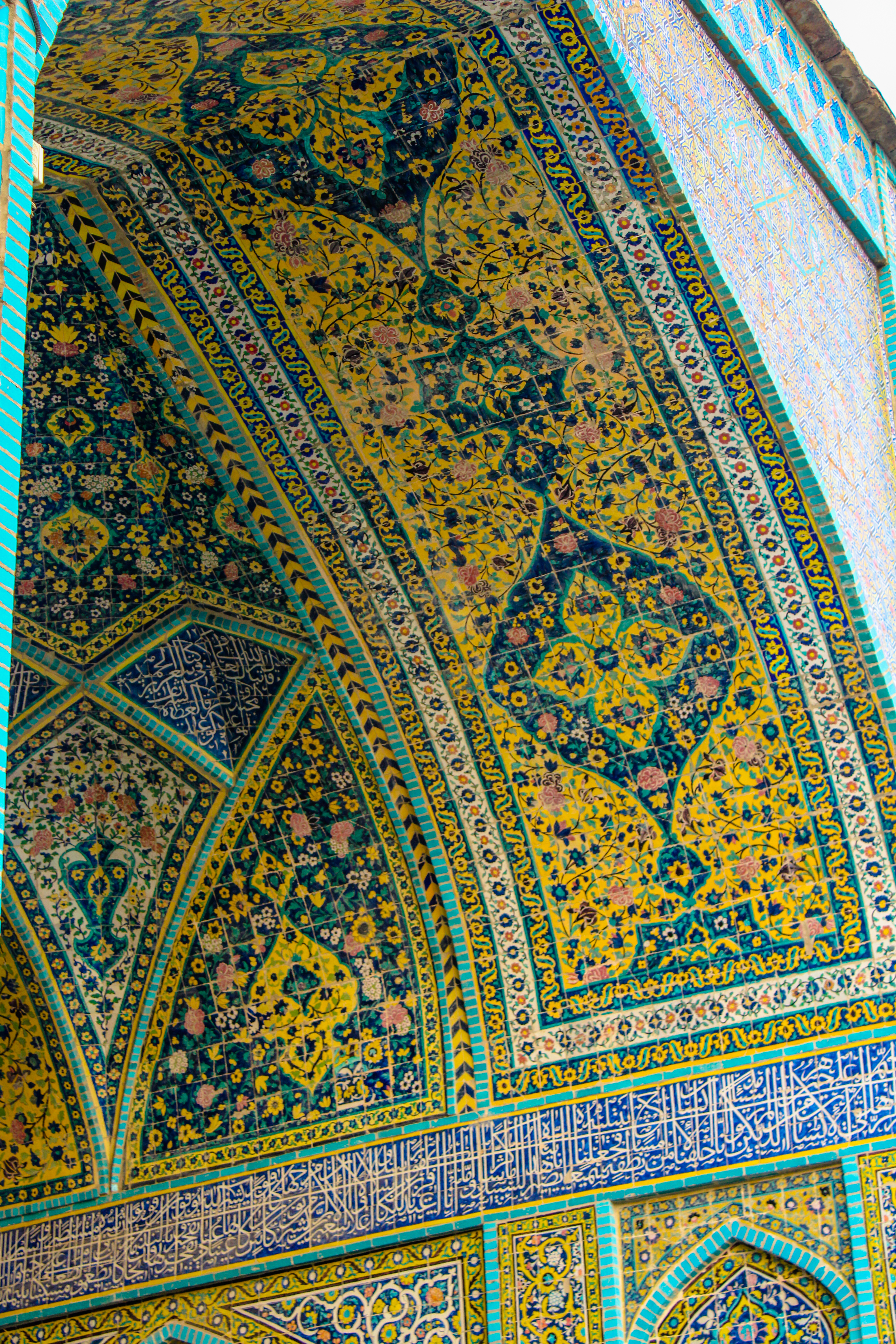

تزیینات بدنه ستون‌ها شامل کاشی‌کاری توأم با خط و آیات مقدس قرآنی است و سرستون‌ها با نوعی مقرنس کاری حجاری شده‌اند و توجه خاص این بنای باشکوه را نشان می‌دهند. تنوع حجاری بیانگر این است که به احتمال فروان گروهی از حجاران در رده‌های مختلف زیرنظر استاد کاری شایسته این اقدامات را انجام داده‌اند. حجاری روی سرستون‌ها به صورت مقرنس و بدنه ستون‌ها به صورت طنابی شکل و پایه ستون‌ها هم ترکیبی از گل‌های طبیعی و نشانه حضور هنرمندان حجار محلی است. به هر ترتیب علاوه بر کتیبه‌ها، ترکیب و قرارگیری ستون‌ها و تزیینات حجاری آن‌ها به شبستان مسجد شکوه و زیبایی خاصی بخشیده‌است. در دوره قاجار و در غرب کشور، هیچ مسجدی احداث نگردیده که در آن از بیست و چهار ستون سنگی یکسره و حجاری‌شده‌استفاده شده باشد.

### گره چینی
بیشتر در و پنجره‌های این بنا به ویژه در و پنجره‌های حجره‌ها، مدرسه تماماً با گره چینی تزیین شده‌است. این گره چینی زیبا از چوب گردو و طرح آن‌ها هندسی (هشت مربع) است. علاوه بر این روی درهای چوبی مدخل ورودی و حجره‌های مسجد طرح‌های هندسی کنده‌کاری شده‌است.

## نگارخانه

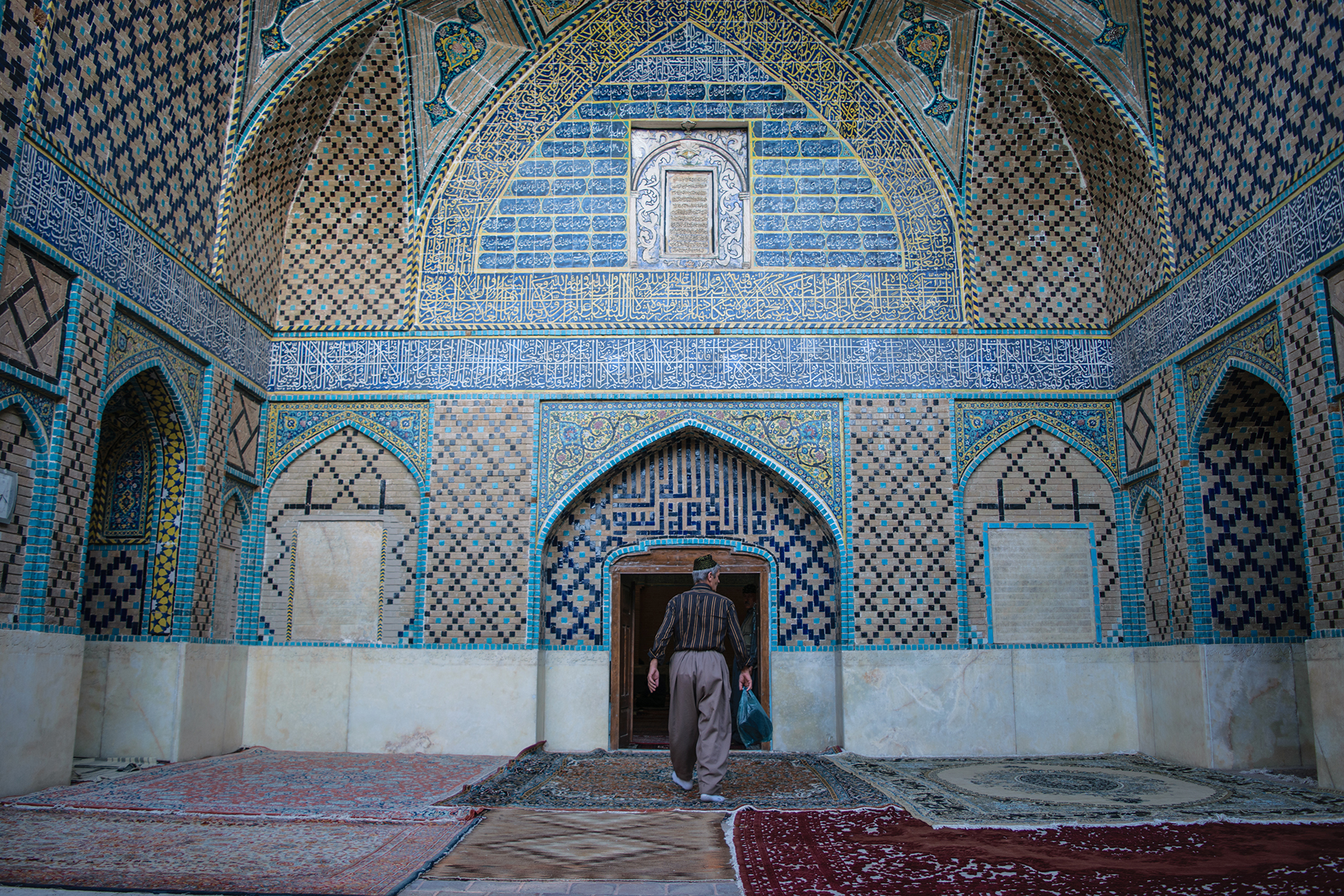
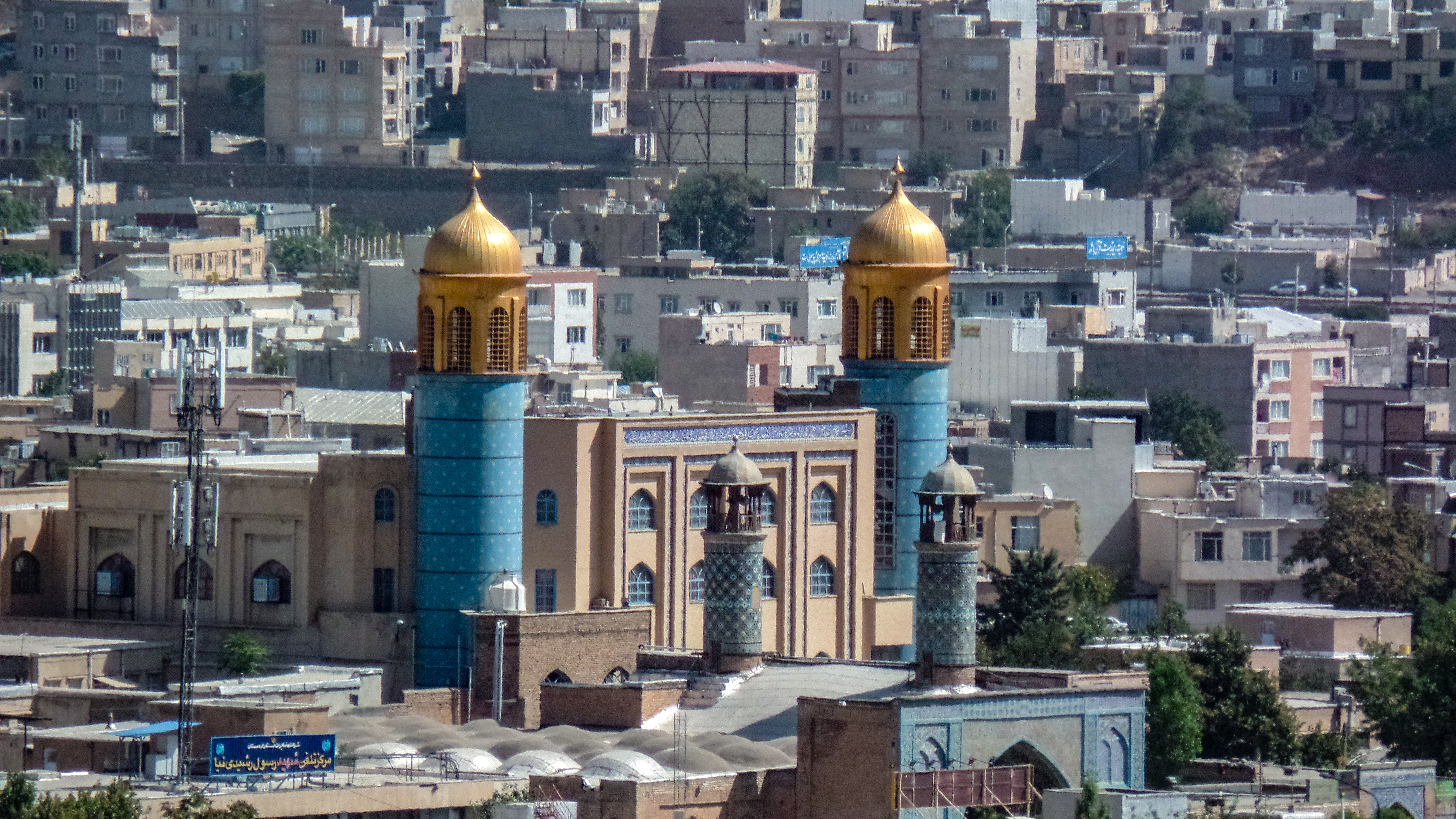
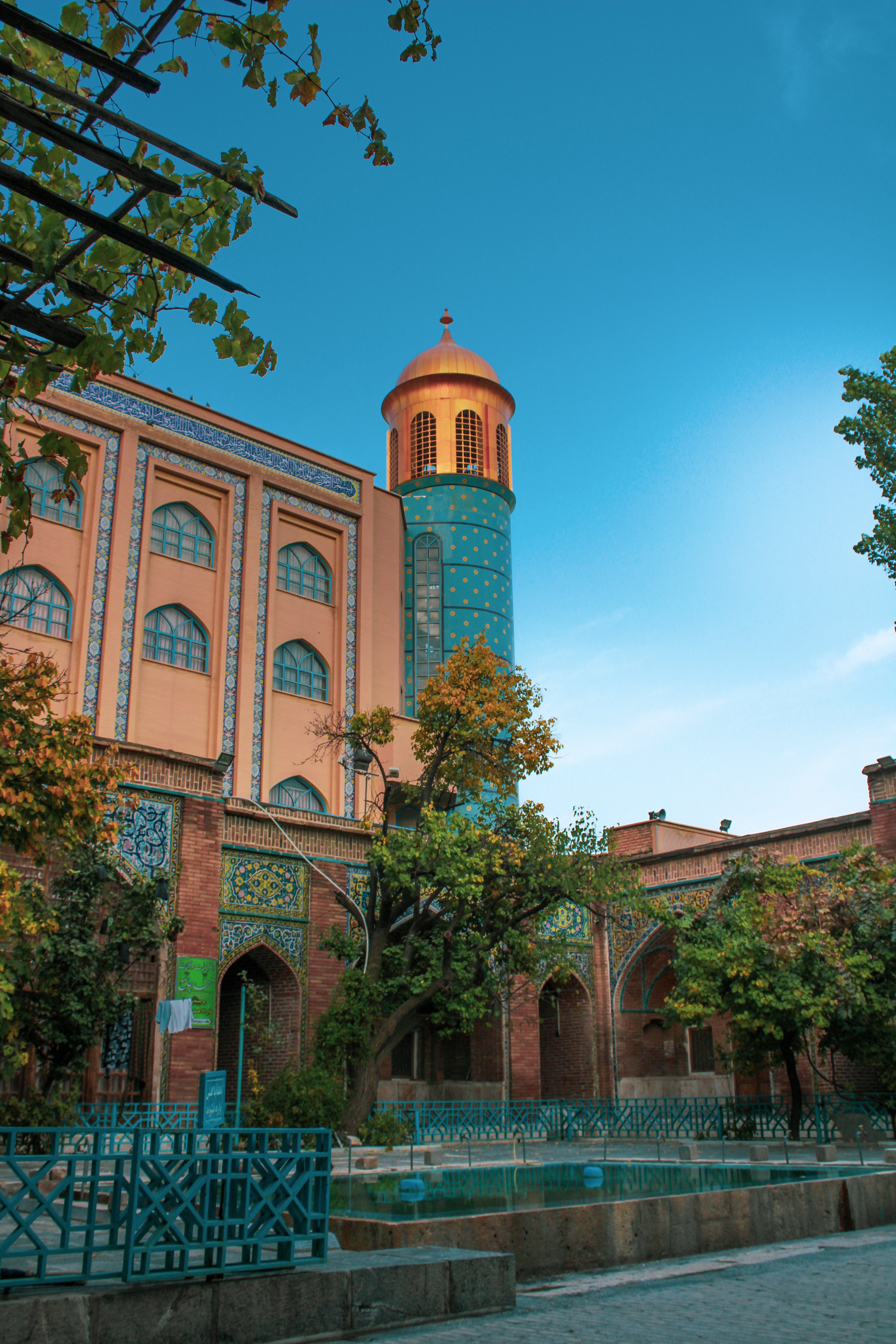
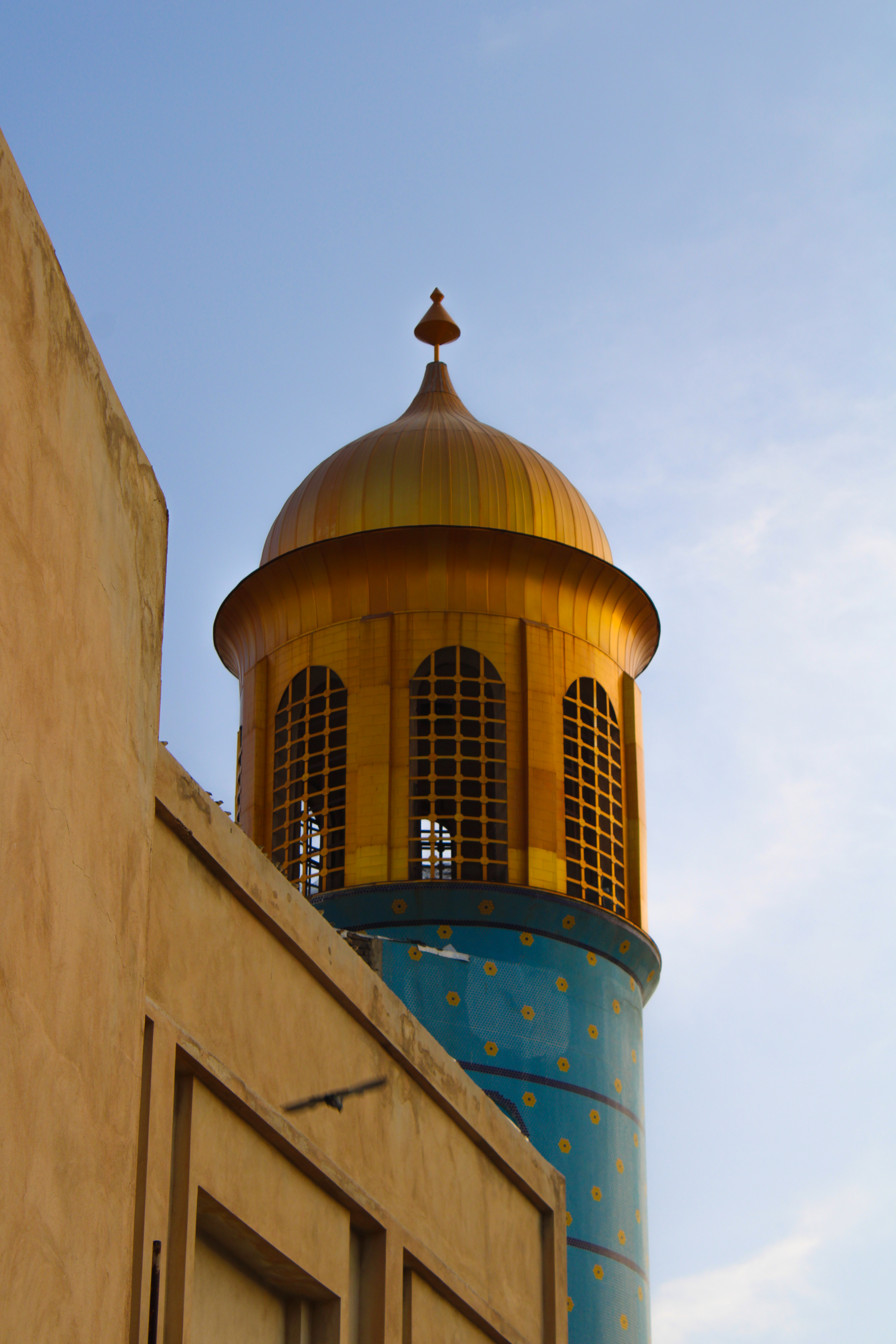
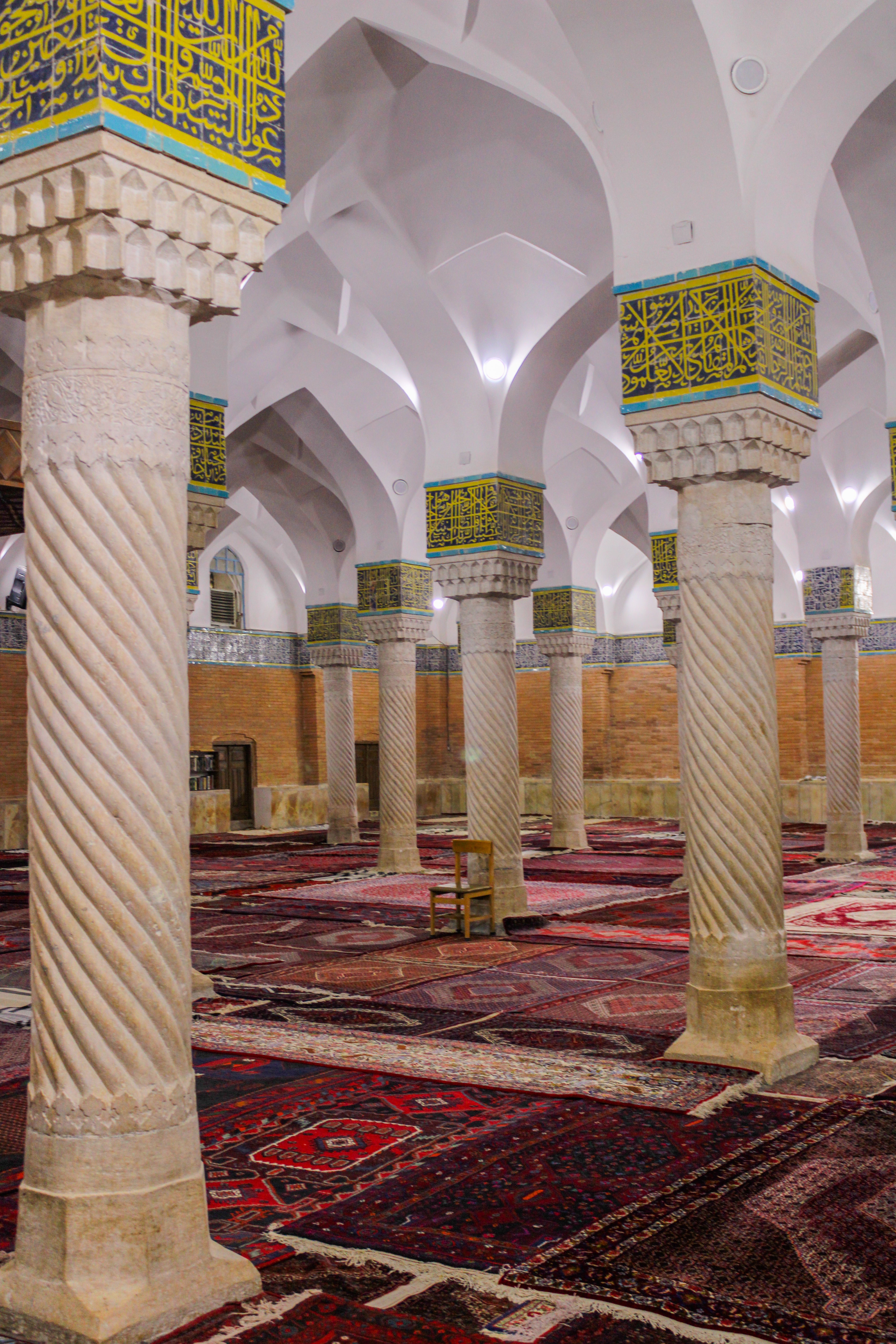